# Aedo

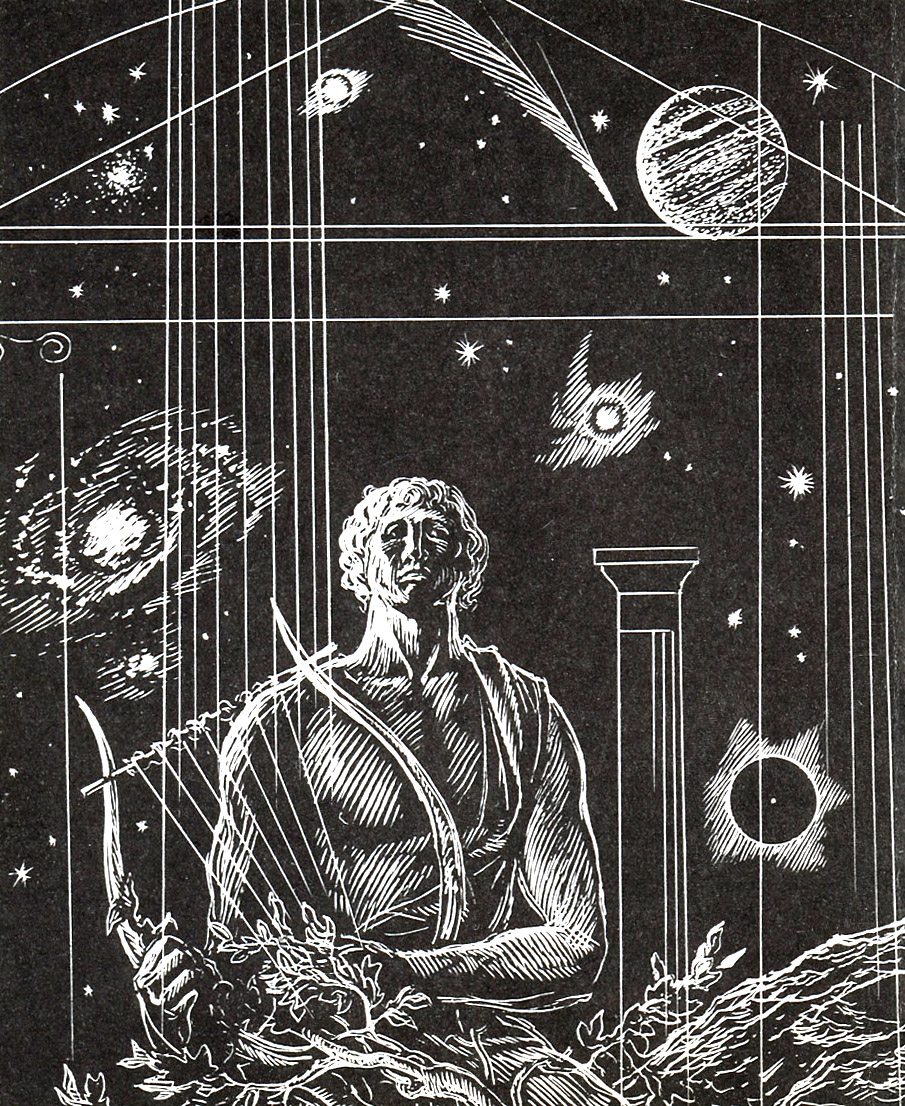
Um Aedo Tocando a lira.

Um aedo (em grego clássico: ἀοιδός; romaniz.: aoidos) era, na Grécia Antiga, um rapsodo que recitava suas composições ao toque da lira. O mais célebre destes foi Homero.